# 李肇正
李肇正（1954年—2003年），上海嘉定人，中共党员，中国作家协会会员。

## 生平
1977年毕业于安徽省和县师范学校，后担任中学语文教师。1983年毕业于安徽师范大学中文系，毕业后分配至安徽和县幼儿师范学校任教。1993年调至上海，先后于上海中国中学、位育中学任教。2003年3月，因心脏病突发去世，终年49岁。
李肇正从20世纪80年代开始发表作品，创作了长篇小说2部、短篇小说15篇、中篇小说58篇，共达300多万字。

## 作品
- 长篇小说：《无言的结局》（1997年）、《躁动的城市》（1999年）。
- 中篇小说：《女工》（1995年）、《头等大事》（1997年）、《商人》（1998年）、《城市生活》（1998年）、《扭曲》（1999年）、《亭子间里的小姐》（1999年）、《祖宗》（2002年）、《永远不说再见》（2002年）、《傻女香香》（2003年）、《风和月在上海流淌》（2003年）等。
- 短篇小说：《阿胡的故事》等。

## 奖励
- 1997年，《女工》获《小说月报》第七届百花奖中篇小说奖
- 2003年，《永远不说再见》获《小说月报》第十届百花奖中篇小说奖[5]
- 2005年，《傻女香香》获《小说月报》第十一届百花奖中篇小说奖